# Художественная гимнастика на летних Олимпийских играх 2000 — личное многоборье

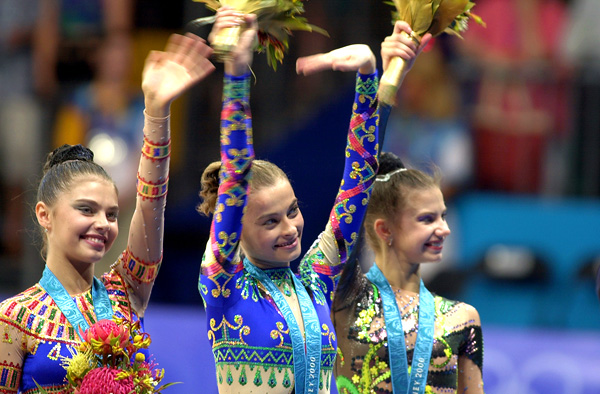
Призёры индивидуального многоборья слева направо: Алина Кабаева, Юлия Барсукова и Юлия Раскина

Соревнования по художественной гимнастике в индивидуальном многоборье на летних Олимпийских играх 2000 года проходили в павильоне Росс в Сиднейском Олимпийском парке. 28 сентября прошла квалификация, а 29 сентября 10 лучших конкурсанток выступили в финале.
Соревнования проходили достаточно драматично. Алина Кабаева, безусловный фаворит соревнований, во время выступлений с обручем совершила грубейшую ошибку, потеряв предмет. В результате казавшийся давно предопределённым результат соревнований стал неясен. Безупречные выступления Юлии Барсуковой вывели её на первое место, Кабаева стала только третьей. Второе место заняла представительница Беларуси Юлия Раскина.

## Финал
| Место | Гимнастка             | Страна   |            |            |            |            | Сумма  |
| ----- | --------------------- | -------- | ---------- | ---------- | ---------- | ---------- | ------ |
| 1     | Юлия Барсукова        | Россия   | 9.883 (3)  | 9.900 (1)  | 9.916 (3)  | 9.933 (2)  | 39.632 |
| 2     | Юлия Раскина          | Беларусь | 9.908 (2)  | 9.791 (4)  | 9.933 (2)  | 9.916 (3)  | 39.548 |
| 3     | Алина Кабаева         | Россия   | 9.925 (1)  | 9.641 (9)  | 9.950 (1)  | 9.950 (1)  | 39.466 |
| 4     | Елена Витриченко      | Украина  | 9.825 (5)  | 9.883 (2)  | 9.875 (4)  | 9.875 (4)  | 39.408 |
| 5     | Ева Серрано           | Франция  | 9.841 (4)  | 9.850 (3)  | 9.841 (5)  | 9.858 (5)  | 39.390 |
| 6     | Тамара Ерофеева       | Украина  | 9.750 (=8) | 9.750 (=5) | 9.750 (8)  | 9.750 (=6) | 39.000 |
| 7     | Эвморфия Дона         | Греция   | 9.766 (7)  | 9.716 (8)  | 9.775 (=6) | 9.725 (=9) | 38.982 |
| 8     | Валерия Ваткина       | Беларусь | 9.791 (6)  | 9.750 (=5) | 9.666 (10) | 9.750 (=6) | 38.957 |
| 9     | Альмудена Сид Тостадо | Испания  | 9.750 (=8) | 9.725 (7)  | 9.691 (9)  | 9.741 (8)  | 38.907 |
| 10    | Сузанна Маркези       | Италия   | 9.750 (=8) | 9.600 (10) | 9.775 (=6) | 9.725 (=9) | 38.850 |